# ألان بيرغ (أخصائي تغذية)
ألان بيرغ (بالإنجليزية: Alan Berg)‏ هو اخصائي تغذية أمريكي، ولد في 18 فبراير 1932 في دايتون في الولايات المتحدة.